# Boiler (singolo)
Boiler è un singolo del gruppo musicale statunitense Limp Bizkit, pubblicato il 20 novembre 2001 come quinto estratto dal terzo album in studio Chocolate Starfish and the Hot Dog Flavored Water. Il singolo raggiunse al momento dell'uscita la posizione numero 30 della classifica Mainstream Rock di Billboard.

## Descrizione
La rivista Guitar World, all'epoca della pubblicazione del singolo, considerò la canzone "una ballata rap metal nello stile di LL Cool J".

## Accoglienza
Nel 2022 le riviste Metal Hammer e Kerrang hanno inserito Boiler nella lista delle dieci migliori canzoni dei Limp Bizkit, rispettivamente in quarta e settima posizione.

## Video musicale
Il video musicale è stato diretto dal cantante del gruppo, Fred Durst. All'inizio si vede una ragazza in lingerie in un appartamento, che si guarda in uno specchio e a sua volta è scrutata da Durst. Poi la ragazza si gira verso Fred e dalla sua bocca esce un braccio meccanico con una bomba a tempo. A questo punto Durst si butta fuori dalla finestra prima che la bomba distrugga tutto. Dopo essere atterrato incolume da una caduta di almeno 4 piani Fred Durst va a un chiosco li vicino, dove si siede e trova Wes Borland e altra gente dall'aspetto non rassicurante. Durst ordina un panino ma dopo il primo morso appare disgustato, lo apre e trova al suo interno dei vermi e in quel momento a Borland si stacca la testa. In seguito un'auto si schianta contro il chiosco e tutto salta in aria. La scena poi si sposta in una camerata fatiscente che per la disposizione dei letti sembra di più un reparto di terapia intensiva. Il cantante si risveglia in un letto con una donna, lui la bacia e le sfila la parrucca scoprendo che la sua testa rasata è piena di prese, come nel film Matrix.
Si guarda attorno e s'accorge che lo circondano dozzine di coppie impegnate in rapporti sessuali, in letti simili. Disgustato comincia a fuggire. Mentre corre, il cantante si trasforma in un cartone animato e si ritrova inseguito da un'armata di umani con ventri rotondi (riprendendo come stile la copertina dell'album), e da un mare di hot dog (che poi si trasformano in un mostro marino che cerca di divorare Durst). Una volta fuggito ritorna in carne ed ossa e salta su uno stage che sembra ambientato come in un'enorme fogna, uno dei tipici acquedotti americani, dove esegue la canzone con il resto del gruppo. Durante la scena numerosi mostri oscuri cercano di catturarli arrampicandosi sui muri dello stage. Conclusosi il brano, Durst si allontana gettando per terra il suo berretto.
La scena degli umanoidi che s'incamminano verso il tritacarne allude, in modo evidente, a The Wall dei Pink Floyd.

### Censura
Su MTV la parte del video in forma di cartone animato fu censurata, perché Durst aveva alzato il dito medio ad un mostro marino. Il video presenta un'altra forma censurata: la scena in cui Borland perde la testa viene rallentata.

## Tracce
Testi di Fred Durst, musiche di John Otto, Sam Rivers e Wes Borland, eccetto dove indicato.
12"
- Lato A

1. Boiler – 5:48
2. Faith – 2:28 (George Michael)

- Lato B

1. My Way (P. Diddy Remix) – 4:30

CD
1. Boiler – 5:48
2. Faith – 2:28 (George Michael)
3. My Way (DJ Premier Remix) – 4:38
4. My Way (P. Diddy Remix) – 4:30
5. Boiler (Video) – 5:01

MC
- Lato A

1. Boiler – 5:48
2. Faith – 2:28 (George Michael)

- Lato B

1. Boiler – 5:48
2. Faith – 2:28 (George Michael)

DVD
1. Boiler
2. Faith (Video)
3. My Way (P. Diddy Remix)
4. Rollin', Boiler, My Way 30" Clips

## Formazione
- Fred Durst – voce
- Wes Borland – chitarra
- Sam Rivers – basso
- John Otto – batteria
- DJ Lethal – giradischi